# WTA Perugia
Das WTA Perugia (offiziell: Ellesse Grand Prix) war ein Tennisturnier der WTA Tour, das in der italienischen Stadt Perugia ausgetragen wurde.

## Siegerliste

### Einzel
| Jahr                         | Siegerin          | Finalgegnerin         | Ergebnis      |
| ---------------------------- | ----------------- | --------------------- | ------------- |
| 1980                         | Chris Evert-Lloyd | Virginia Ruzici       | 5:7, 6:2, 6:2 |
| 1981                         | Chris Evert-Lloyd | Virginia Ruzici       | 6:1, 6:2      |
| 1982                         | Chris Evert-Lloyd | Hana Mandlíková       | 6:0, 6:2      |
| 1983                         | Andrea Temesvári  | Bonnie Gadusek        | 6:1, 6:0      |
| 1984                         | Manuela Maleewa   | Chris Evert           | 6:3, 6:3      |
| 1985 fand kein Turnier statt |                   |                       |               |
| 1986                         | Nathalie Herreman | Csilla Bartos-Cserepy | 6:2, 6:4      |

### Doppel
| Jahr                         | Siegerinnen                     | Finalgegnerinnen                  | Ergebnis       |
| ---------------------------- | ------------------------------- | --------------------------------- | -------------- |
| 1980                         | Hana Mandlíková Renáta Tomanová | Ivanna Madruga Adriana Villagrán  | 6:4, 6:4       |
| 1981                         | Candy Reynolds Paula Smith      | Chris Evert-Lloyd Virginia Ruzici | 7:5, 6:1       |
| 1982                         | Kathleen Horvath Yvonne Vermaak | Billie Jean King Ilana Kloss      | 2:6, 6:4, 7:6  |
| 1983                         | Virginia Ruzici Virginia Wade   | Ivanna Madruga Catherine Tanvier  | 6:3, 2:6, 6:1  |
| 1984                         | Iva Budařová Helena Suková      | Kathleen Horvath Virginia Ruzici  | 7:65, 1:6, 6:4 |
| 1985 fand kein Turnier statt |                                 |                                   |                |
| 1986                         | Carin Bakkum Nicole Jagerman    | Csilla Bartos-Cserepy Amy Holton  | 6:4, 6:4       |